# سفارت سوئد در هلسینکی
سفارت سوئد در هلسینکی یک سفارت در فنلاند است که در هلسینکی واقع شده‌است.